# Donovan Morgan
Andrew Vassos (nascido em 10 de janeiro de 1976) é um lutador americano de wrestling profissional, mais conhecido pelo seu nome no ringue de Donovan Morgan. É conhecido por suas aparições para a Pro Wrestling NOAH no Japão e na Ring of Honor, nos Estados Unidos. Morgan também já lutas de testes na antiga World Championship Wrestling e na World Wrestling Federation em 1997 e 1998, mas não foi contratado.

## No wrestling
- Movimentos de finalização
  - Sayonara (Sitout double underhook facebuster)[1][5]

- Movimentos secundários
  - Back flip transferido para um springboard arm drag, como um wrist-lock counter[5]
  - Diving DDT[5]
  - Diving leg drop[5]
  - Fallaway slam[5]
  - Multiplas variações de suplex
    - Northern lights[5]
    - Overhead belly to belly[5]
    - Golden Gate Swing (Swinging cradle[5])

  - Sitout double underhook powerbomb[5]
  - Sitout scoop slam piledriver[2]
  - Somersault plancha[5]
  - Split-legged moonsault[5]
  - Suicide dive[5]

- Gerentes
  - Eddie Corvin
  - Al Getz
  - Mackenzie the Fungirl
  - Pete the Bartender

- Alcunhas
  - "Dazzling"[2]
  - "Funboy"[2]
  - "The Suicide Machine"[2]

## Campeonatos e prêmios
- All Pro Wrestling
  - APW Worldwide Internet Championship (2 vezes)[3]
  - APW Tag Team Championship (1 vez) – com Robert Thompson[3]
  - APW Universal Championship (2 vezes)[3]

- Cauliflower Alley Club
  - Future Legend Award (2001)

- East Coast Wrestling Association
  - Super 8 Tournament (2002)

- Midwest Championship Wrestling
  - MCW Lightweight Championship (1 vez)[1]

- North American Wrestling
  - NAW Light Heavyweight Championship (1 vez)[1]

- Pro Wrestling Illustrated
  - PWI classificou-o  em #73 dos 500 melhores lutadores individuais da PWI 500 em 2004[6]

- Pro Wrestling Iron
  - PWI Tag Team Championship (1 vez) – com Michael Modest[3]

- Pro Wrestling NOAH
  - 10-Man Battle Royal (2002)[7]

- Ring of Honor
  - ROH Tag Team Championship (1 vez) – com Christopher Daniels[8]